# Gran Marroc

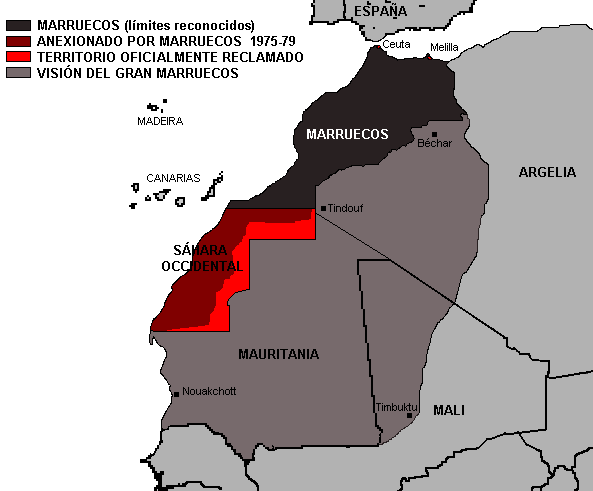

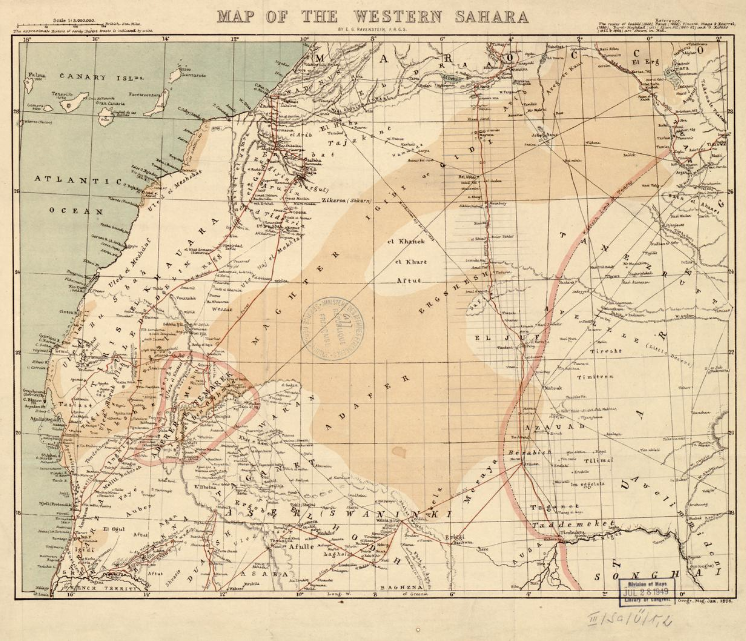
Western Sahara 1876

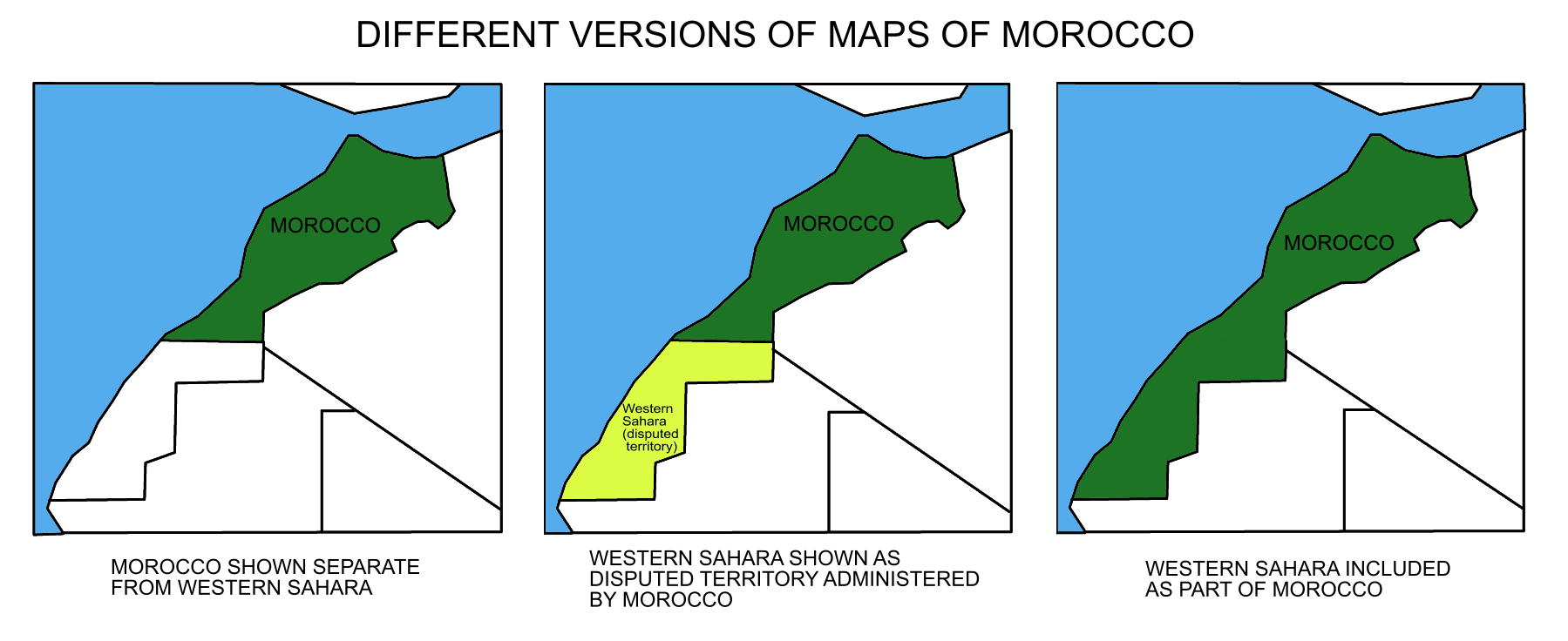
Diferents mapes del Marroc:
1) Territori oficial del Marroc.
2) Territori reclamat i administrat actualment per Marroc.
3) Territori marroquí segons les autoritats del Marroc.

Gran Marroc és un concepte irredemptista que va començar a ser usat a principis dels anys quaranta del segle xx, pel Partit Nacionalista Marroquí (Istiqlal), com una arma de propaganda per a concitar el suport del poble marroquí contra el domini colonial francès.

## Concepte
Després de la independència marroquina el 1956, i després de la mort del sultà Muhàmmad V (1961), el seu fill Hassan II va reviure el concepte del "Gran Marroc" com una prolongació del procés independentista. Aquest procés havia començat amb la finalització del protectorat francès, aconseguint la retrocessió de Tànger i la fi del protectorat espanyol sobre els territoris administrats per Espanya al nord del Marroc. Poc després (després de la Guerra d'Ifni amb Espanya, 1957-1958), va aconseguir també l'adquisició dels territoris del protectorat al sud del Marroc, els territoris de Tarfaya (Cap Juby).
Els territoris que compondrien aquest "Gran Marroc" troben la seva justificació en una proclamada continuïtat entre les diverses dinasties que havien regnat al territori marroquí (com els almohades o els merinins) i el Marroc actual. D'aquesta forma, caldria incloure el Sàhara Occidental, la totalitat de Mauritània, les zones occidentals d'Algèria (províncies de Béchar i Tinduf, així com les àrees habitades pels tuat), la zona nord de Mali, el nucli central del que seria la ciutat de Tombuctú, i les ciutats espanyoles de Ceuta i Melilla, així com les places de sobirania espanyoles (alguns corrents reclamen la inclusió de les illes Canàries per un efecte d'"africanitat" i frontera natural).

## Història
Després d'una breu guerra fronterera entre el Marroc i Algèria el 1963, on el Marroc va aconseguir derrotar a 2 batallons algerians (immediatament després que Algèria s'independitzés de França després d'una llarga guerra), Algèria va prometre al Marroc que si aquest últim abandonava les seves pretensions sobre els territoris de l'oest algerià rebrà total suport d'Algèria per recuperar el Sàhara Occidental (cosa que va ser un engany, ja que Algèria va ajudar i segueix ajudant fins ara al Front polisario). Després de la Guerra de les Sorres el rei Hassan II va desviar el seu focus d'atenció cap al Sàhara Occidental, administrat per Espanya. El 1969 Espanya havia cedit Ifni al Marroc, a conseqüència de la resolució 2072 de Nacions Unides.
Enmig d'una crisi econòmica i després de tres cops d'estat fallits, Hassan II va decidir enviar el 1975 a més de 250.000 civils desarmats -incloent a presos alliberats a condició d'unir-se a la marxa- cap al Sàhara Espanyol (en el qual es coneixeria com a Marxa Verda). Les seves intencions eren aconseguir l'annexió al Marroc del territori, administrativament una província espanyola, però subjecte a un procés de descolonització afavorit per Nacions Unides (que la seva Assemblea General havia aprovat, ja al desembre de 1965 una primera resolució relativa al Sàhara en la qual va instar a Espanya a "adoptar immediatament totes les mesures necessàries per a la descolonització del territori"), al mateix temps que produir una ona d'entusiasme nacionalista en la població marroquina, tot això sense embarcar-se en una costosa guerra. Qualsevol possible dissidència interna seria feta callar, no en va el Marroc vivia el més dur dels denominats «anys de plom» La marxa va penetrar el 6 de novembre al territori del Sàhara Espanyol, avançant uns dotze quilòmetres més enllà de la frontera, acampant enfront de les línies espanyoles.
Aquesta acció va causar el rebuig frontal en el Front Polisario, el grup guerriller sahrauí que lluitava contra Espanya per la independència del Sàhara Occidental, recolzat per Algèria. Mentre que a Espanya l'agonia del general Franco paralitzava l'acció de govern, el Marroc negociava amb Espanya i Mauritània els Acords de Madrid (14 de novembre de 1975), mitjançant els quals Espanya cedia a tots dos l'administració del territori (el terç meridional a Mauritània i la resta del territori al Marroc), desoint les resolucions de les Nacions Unides per "garantir que tota la població sahrauí... pugui exercir el seu inalienable dret a l'autodeterminació a través de consultes lliures", recolzades pel dictamen del Tribunal Internacional de Justícia de la Haia de 16 d'octubre de 1975, que havia reconegut que el Sàhara no formava part de la "integritat territorial" del Marroc), les tropes espanyoles abandonaven el territori al febrer de 1976, el qual era repartit entre Marroc i Mauritània. Aquell no va posar problemes a cedir el terç sud del territori a Mauritània mentre que les mines de fosfats del nord (el jaciment de Bucraa) quedaven a les seves mans. D'aquesta forma, no sols l'ona d'entusiasme nacionalista hauria de traduir-se en un augment de popularitat de la monarquia, sinó que l'economia del regne es revitalitzava.
No obstant això, la lluita va començar immediatament entre el Marroc i Mauritània d'una banda, i el Front Polisario per un altre, el qual no acceptava el canvi d'un domini colonial per un altre. El 1978, Mauritània va reconèixer la seva impotència militar i econòmica per controlar el territori adjudicat, renunciant formalment a qualsevol reclamació sobre aquest territori, el qual fou ràpidament annexionat pel Marroc.
Els incidents de l'illa Perejil amb Espanya el 2002 i el del Peñón de Vélez de la Gomera el 2012 s'han considerat també com a moviments relacionats amb les pretensions irredemptistes del Marroc.
El terme "Gran Marroc" o "Gran Magrib" es fa servir ocasionalment en la premsa marroquina i en els discursos reals com un signe d'unitat política entre el Regne del Marroc i la resta de nacions del Magrib: Mauritània, Algèria i Tunísia. El terme és ambigu atès que, en àrab, "Magrib" significa no només la regió nord-africana ("occident") sinó també el propi Marroc.